# 查普曼鎮區 (內布拉斯加州梅里克縣)
查普曼鎮區（英語：Chapman Township）是位於美國內布拉斯加州梅里克縣的一個行政鎮區。

## 地方資料
查普曼鎮區的面積為80.25平方千米，當中陸地面積為78.77平方千米，而水域面積為1.48平方千米。根據2020年美國人口普查的數據，當地共有人口488人，而人口密度為每平方千米6.08人。